# Tetradactylus seps
Tetradactylus seps — вид ящериц семейства Gerrhosauridae.
Общая длина вместе с хвостом достигает 20 см. Спина имеет тёмно-коричневый или оливково-коричневый цвет. Наблюдается небольшая редукция конечностей. Впрочем это единственный вид рода Tetradactylus, который имеет 5 пальцев.
Любит горные склоны, опушки лесов. Скрывается в куче хвороста, кустарниках, среди гнилых стволов деревьев. Питается насекомыми и мелкими беспозвоночными.
Яйцекладущая ящерица. Самка откладывает 1—2 яйца в гнилое дерево или в кучу опавших листьев.
Вид распространён на юге Африки, в некоторых случаях встречается и на востоке континента.